# Tannbach (Saale)
Der Tannbach ist ein etwa sechs Kilometer langer Bach in Thüringen und Bayern.
Er entspringt östlich von Gefell im thüringischen Saale-Orla-Kreis. Er fließt zunächst in südlicher Richtung durch Gebersreuth, bevor er das Dorf Mödlareuth erreicht. Hier spielte er zur Zeit der deutschen Teilung eine wichtige Rolle. Zwischen einem zur DDR gehörigen Nordwestteil und einem zur Bundesrepublik Deutschland gehörenden Südostteil des Dorfes verlief hier die innerdeutsche Grenze. Heute verläuft hier die thüringisch-bayerische Landesgrenze. Unterhalb von Mödlareuth fließt er in südwestlicher Richtung weiter, bevor er bei Hirschberg von rechts in die Saale mündet.
Der Name des Bachs leitet sich tatsächlich vom Baum Tanne ab. Der Tannbach ist Namensgeber des gleichnamigen Historienfilmes "Tannbach – Schicksal eines Dorfes" sowie des Dokumentarfilmes "Tannbach – Die Dokumentation".

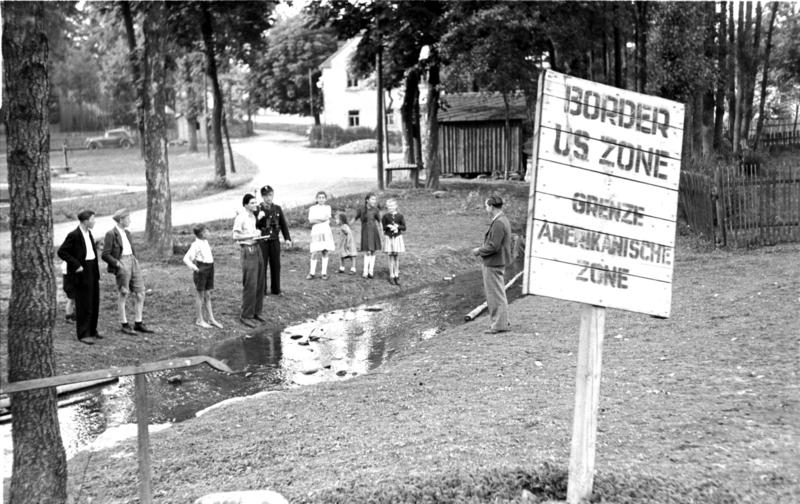
Tannbach in Mödlareuth, 1949
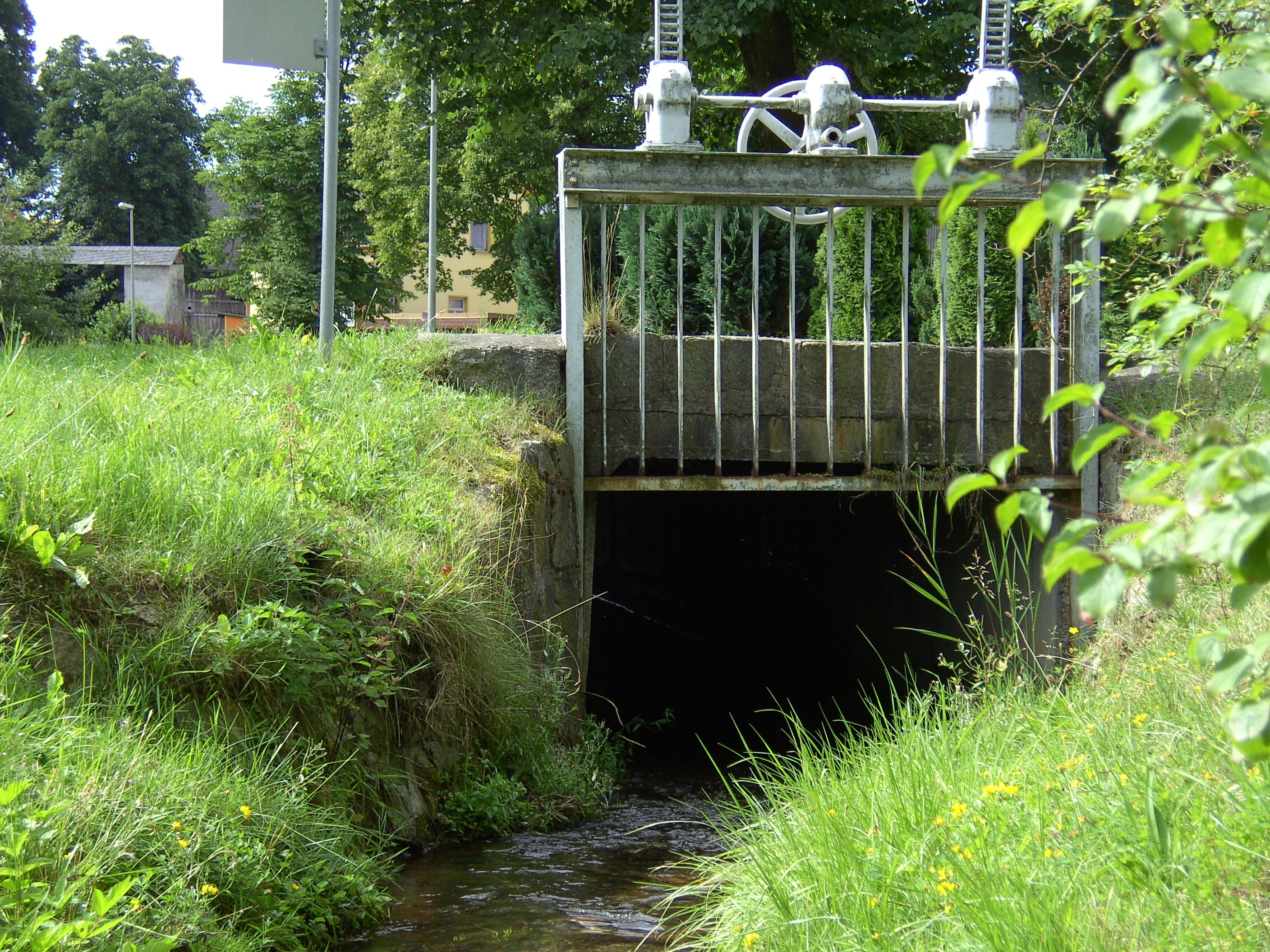
Wassersperre im Tannbach an der ehemaligen innerdeutschen Grenze in Mödlareuth
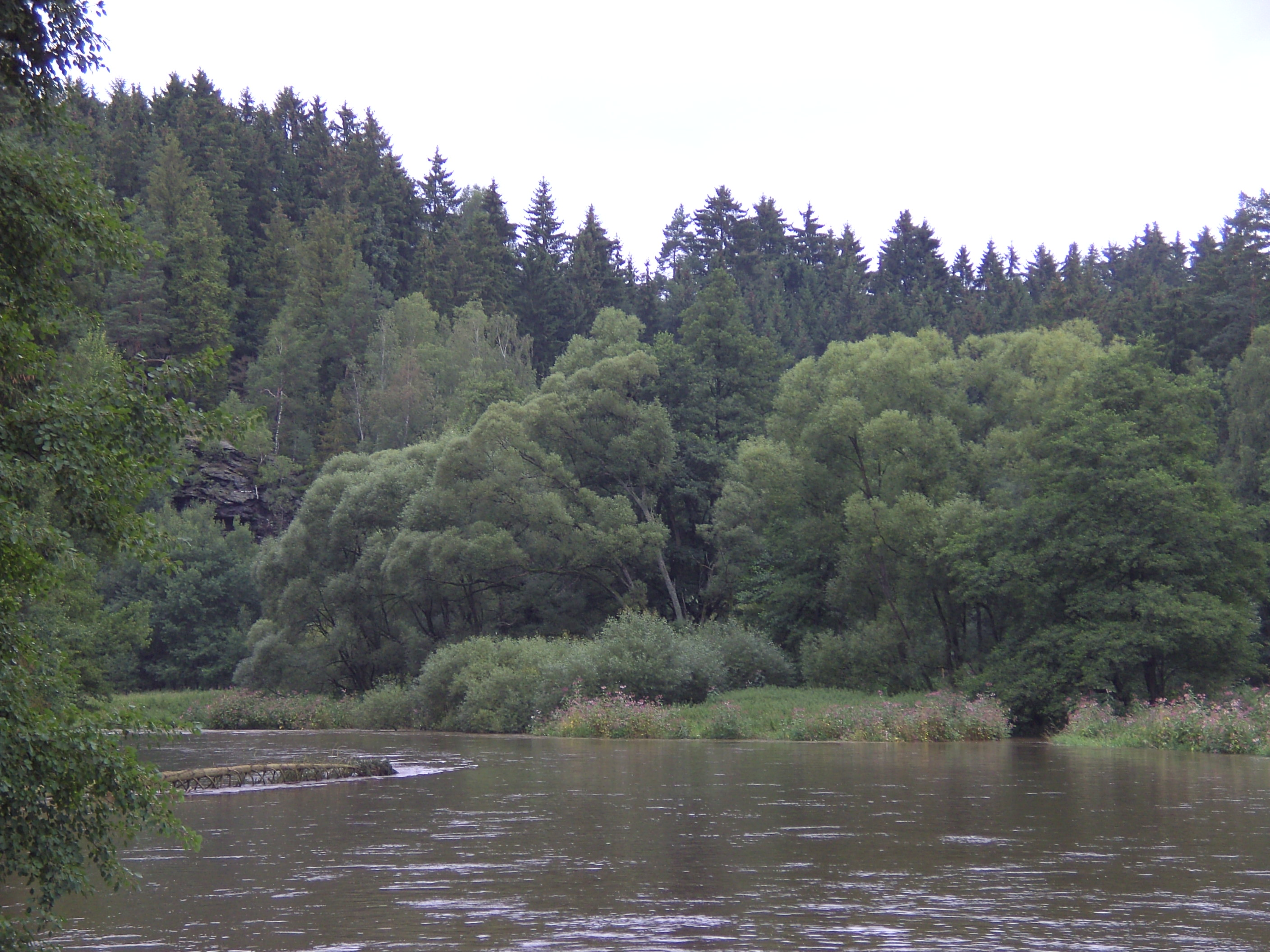
Mündung des Tannbachs (gegenüber) in die Saale (von rechts)